# Perdida (película de 2019)
Perdida es una película mexicana de drama y suspenso dirigida por Jorge Michel Grau.
La película es una adaptación del filme colombiano de 2011 dirigido por Andrés Baiz, La cara oculta, y fue presentada tanto en la decimoséptima edición del Festival Internacional de Cine de Morelia como en la octava edición del Festival Internacional de Cine de Los Cabos en 2019. Fue protagonizada principalmente por Paulina Dávila, José María de Tavira y Cristina Rodlo.
Tuvo su estreno en cines el 10 de enero de 2020 en México.

## Sinopsis
Contratado como el nuevo director de la Orquesta Filarmónica de la Ciudad de México, Eric (José María de Tavira) se muda a la ciudad con Carolina (Paulina Dávila), su esposa. Todo va bien hasta que ella aparentemente lo abandona. Devastado, Eric comienza un tórrido romance con una mesera, Fabiana (Cristina Rodlo), aunque no todo es como parece ser en la desaparición de su esposa.

## Reparto
- Paulina Dávila como Carolina Etxeberry.
- José María de Tavira como Eric Iñiguez.
- Cristina Rodlo como Fabiana.
- Juan Carlos Colombo como Mauricio Benítez.
- Luis Fernando Peña como José Vilches.
- Claudette Maillé como Blanca.
- Paulette Hernández como Julia.
- Sonia Franco como Ligia.
- Anabel Ferreira como Gladys Montenegro.

## Producción
La película fue producida por la compañía de origen colombiano Dynamo Producciones con sede central en Bogotá, Colombia, siendo además el cuarto largometraje realizado por el director de cine mexicano Jorge Michel Grau. El guion estuvo a cargo de Anton Goenechea, partiendo de la obra original escrita por Hatem Khraiche Ruiz-Zorrilla para el filme colombiano de 2011, La cara oculta, del cual fue adaptada esta versión mexicana.

## Estreno
En 2019, tuvo su primera presentación en el Festival Internacional de Cine de Morelia en el mes de octubre dentro de la sección de Autores y Estrenos Nacionales, y después en el Festival Internacional de Cine de Los Cabos llevado a cabo el 16 de noviembre. Finalmente, el 10 de enero de 2020, llegó su estreno al público en todas las salas de cine mexicanas.

## Recepción de crítica
Perdida fue muy bien recibida tanto por la crítica especializada como por el público en general, obteniendo una aprobación del 92% en la versión al español del sitio web agregador de reseñas Rotten Tomatoes, Tomatazos, basada en 5 críticas, las cuales resultaron ser todas positivas. Asimismo, estableciendo en su consenso que la película “destaca por su manufactura y dirección efectiva y funciona gracias al dinamismo de cámaras y el guion bien estructurado. Los actores sin sorprender logran ser convincentes y crean el suspenso adecuado”.